# Noesis
Em filosofia, noesis  ou  noese (em grego:  νόησις, transl.nóesis) significa compreensão imediata, habilidade de sentir, perceber ou saber algo imediatamente, contrastando com dianóia (διάνοια),  o pensar discursivo.

## Etmologia
Noesis (νόησις) e nous (νόυς)  derivam do verbo "noein" (νοεῖν), que originalmente significa 'cheirar', farejar,  captar , pressentir, de perceber instintivamente algo (uma situação, um perigo),  designando portanto  uma espécie de saber direto e instintivo. Já em Homero noein significa 'ver', também no sentido de 'reconhecer'. Depois de Homero, noein já não mais significaria 'ver', tornando-se propriamente o verbo que indica o 'pensar', enquanto nous designaria o intelecto. Mas, mesmo depois que esses termos ganharam um significado técnico, continuaram a indicar uma apreensão direta, imediata, uma intuição - em oposição às  formas de pensamento discursivo.  É o entendimento relacionado com a hipóstase. Num sentido amplo,  noesis é o pensamento, em contraste com a sensação (αἴσθησις, transl. aisthesis).
O termo noesis é usado na filosofia grega antiga, na moderna filosofia continental europeia, assim como na filosofia da mente.

## Filosofia continental
Em fenomenologia, nóesis é o ato de tomar consciência. "Pensar", "amar", "odiar", "imaginar" são todos verbos aplicados ao que a mente faz. Não se chama "amar" uma crença porque é uma coisa que você faz, não apenas o que você tem como verdadeiro. Atualmente, o contraste entre noesis e noema, tornou-se fundamental para a experiência intencional da fenomenologia de Husserl.

## Outros usos
Noesis pode se referir também a:
- O nome do Thessaloniki Science Center & Technology Museum - NOESIS.[3][4]